# Hégōngzǐ
Hégōngzǐ (鶡冠子), noto anche come "Maestro del Cappello di Fagiano", è un testo filosofico cinese risalente al III secolo a.C. Questa opera sincretica raccoglie scritti appartenenti a diverse scuole di pensiero dell'epoca, tra cui il Daoismo, il Legalismo, la scuola Huang-Lao e la scuola di strategia militare.
L'Hégōngzǐ rappresenta quindi un contributo prezioso alla comprensione del pensiero filosofico e politico della Cina pre-imperiale, offrendo spunti di riflessione su temi ancora attuali come l'unità politica, la giustizia sociale e la ricerca dell'armonia universale.

## Contesto storico
Dopo la disastrosa sconfitta di Changping nel 260 a.C., in cui l'esercito dello stato di Zhao subì gravi perdite contro lo stato di Qin, emerse una figura misteriosa conosciuta come Hégōngzǐ. Questo maestro, caratterizzato da un copricapo ornato di piume di fagiano, apparve come un rifugiato politico e avvertì con fervore del pericolo imminente di collasso totale e dell'annessione dello stato di Zhao da parte del regno di Qin.

## Contenuto dell'opera
L'Hégōngzǐ affronta temi fondamentali come l'unificazione politica, la meritocrazia, l'uguaglianza, il multiculturalismo e la trascendenza spirituale. Il testo propone una visione in cui l'armonia universale (Dao) può essere utilizzata per affrontare le sfide politiche e sociali, promuovendo un governo giusto e una società equilibrata.

## Influenza e rilevanza
Sebbene meno noto rispetto ad altri classici del pensiero cinese, l'Hégōngzǐ offre una prospettiva unica sul periodo dei Regni Combattenti, evidenziando l'importanza di un approccio integrato che combina filosofia, politica e strategia militare. La sua riscoperta e traduzione in epoca moderna hanno contribuito a una comprensione più profonda delle dinamiche intellettuali e politiche della Cina antica.

## Traduzioni moderne
Recentemente, studiosi come Marnix Wells hanno dedicato sforzi significativi alla traduzione e all'analisi dell'Hégōngzǐ, rendendo accessibili i suoi insegnamenti a un pubblico più ampio e sottolineando la sua rilevanza nel contesto della nascita dell'impero cinese.